# Jeppe Okkels
Jeppe Okkels, né le 27 juillet 1999 à Silkeborg au Danemark, est un footballeur danois qui évolue actuellement au poste d'ailier gauche à Preston North End.

## Biographie

### Silkeborg IF
Né à Silkeborg au Danemark, Jeppe Okkels est formé par le Silkeborg IF, qu'il rejoint en 2011 en provenance de l'ØBG Silkeborg. En juin 2014 il signe son premier contrat professionnel. Le club est alors en deuxième division lorsqu'il fait ses débuts lors de la fin de saison 2015-2016. Il joue son premier match le 28 mai 2016 alors qu'il n'a que 16 ans, lors d'un match de championnat face au Vejle BK. Il entre en jeu lors de cette partie et son équipe s'impose largement par cinq buts à zéro. A l'issue de cette saison le club termine deuxième du championnat et est promu dans l'élite du football danois pour la saison suivante.
Okkels découvre la Superligaen lors de la saison 2016-2017. Il y joue son premier match le 5 août 2016, lors de la quatrième journée face au Lyngby BK contre qui Silkeborg s'incline largement (0-4).
Il inscrit son premier but en professionnel le 19 septembre 2017, à l'occasion d'une rencontre de coupe du Danemark face au Kjellerup IF (en). Titulaire au poste d'ailier gauche, il marque d'une frappe lointaine et participe ainsi à la large victoire de son équipe par six buts à zéro.

### IF Elfsborg
Le 25 août 2020 Jeppe Okkels rejoint le club suédois de l'IF Elfsborg pour un contrat courant jusqu'en 2024. Il joue son premier match cinq jours plus tard, lors d'une rencontre de championnat face au Malmö FF. Il entre en jeu à la place de Rasmus Alm et les deux équipes se neutralisent (1-1 score final). Il inscrit son premier but le 18 octobre de la même année, contre le Kalmar FF, en championnat. Elfsborg s'impose par trois buts à un ce jour-là.

### FC Utrecht
Le 30 janvier 2024, Jeppe Okkels prend la direction des Pays-Bas en s'engageant en faveur du FC Utrecht. Il signe un contrat courant jusqu'en juin 2027, avec une année supplémentaire en option.

### Preston North End
Après seulement six mois à Utrecht où il ne s'est pas imposé, Jeppe Okkels quitte le club pour l'Angleterre et Preston North End, avec lequel il signe le 13 août 2024 un contrat de trois ans, soit jusqu'en juin 2027, avec une année supplémentaire en option.

### Aberdeen FC
Le 6 janvier 2025, lors du mercato hivernal, Jeppe Okkels rejoint l'Aberdeen FC sous la forme d'un prêt jusqu'à la fin de la saison. Le club dispose d'une option d'achat sur le joueur.

### En sélection
Avec les moins de 17 ans, il participe au championnat d'Europe des moins de 17 ans en 2016. Lors de cette compétition organisée en Azerbaïdjan, il joue deux matchs. Malgré un bilan honorable d'une victoire, un nul et une défaite, le Danemark est éliminé dès le premier tour.
Avec les moins de 19 ans, il est l'auteur d'un doublé lors d'un match amical contre la Lituanie en janvier 2018. Son équipe s'impose sur le large score de 1-7 à l'extérieur.
Okkels représente également les moins de 20 ans, il joue deux matchs amicaux avec cette sélection en 2019.
Jeppe Okkels fête sa première sélection avec l'équipe du Danemark espoirs le 12 janvier 2020 contre la Slovaquie. Il est titularisé ce jour-là et se distingue également en inscrivant un but (Victoire 3-1 des jeunes Danois).